# Le pescatrici
Le pescatrici (Fiskarkvinnorna) är en opera (dramma giocoso) i tre akter med musik av Joseph Haydn och libretto av Carlo Goldoni.

## Historia
Operan är Haydns första verk där handlingen innehåller både komiska och seriösa karaktärer. Le pescatrici komponerades som en del av underhållningen vid bröllopet mellan furst Nikolaus Esterházys systerdotter Maria Theresa och greve Alois Pocci. Premiären skedde den 16 september 1770 på slottet Esterházy i Eisenstadt. Flera nummer i akt I och II är antingen helt eller delvis förlorade.

## Personer
- Lesbina, en fiskarkvinna, Burlottos syster och Frisellinos flickvän (sopran)
- Nerina, en annan fiskarkvinna, Frisellinos syster och Burlottos flickvän (sopran)
- Burlotto, en ung fiskare (tenor)
- Frisellino, en annan ung fiskare (tenor)
- Eurilda, Mastriccos förmodade dotter (kontraalt)
- Mastricco, en gammal fiskare (bas)
- Lindoro, prins av Sorrento (bas)

## Handling
Prins Lindoro söker efter en försvunne arvinge bland en grupp av fiskarkvinnor. I gruppen finns ett par elaka systrar som försöker (men misslyckas) hindra den rättmätiga arvingen Eurilda från att erkännas.